# 樋口篤三
樋口 篤三（ひぐち とくぞう、1928年3月8日 - 2009年12月26日）は、日本の労働運動家、社会運動家、ジャーナリスト。 

## 人物
静岡県沼津市出身。旧制静岡県沼津商業学校、 海軍甲種飛行予科練習生を経て、横浜高等商業学校を卒業。1947年から労働運動に参加し、産別会議東芝堀川町労組書記や日本共産党専従などを務めた。権力・資本からは五回首を切られ、共産党からは二回除名（1951年3月、1965年2月）されたとされる。
ベトナム反戦運動期には共産主義労働者党の中心メンバーであり、1971年の分裂時には春日庄次郎などと労働者革命派（後の労働者党全国委員会）を結成して議長に就任した。
1975年から1986年、雑誌『季刊労働運動』代表を務めた。1977年、雑誌『労働情報』創刊に参加して初代編集人・全国運営委員長に就任した。
雑誌『労働情報』・『新地平 月刊労働者総合誌』・『世界から』編集委員、ワーカーズ・コレクティブ調整センター世話人、協同社会研究会顧問・共同代表、東久留米市民自治研究センター理事長、キューバ友好円卓会議呼びかけ人・共同代表、日本労働ペンクラブ会員、「警察・検察の不法・横暴を許さない連帯運動」呼びかけ人を務め、「これからの社会を考える懇談会」（コレコン）やピースボート、生活協同組合などに関わり、労働運動・社会運動に影響を与えた。
2007年5月に東大名誉教授の戸塚秀夫などと「JR総連聞き取り研究会」（当初は松崎明を囲む「勉強会」）を組織した。
政治学者の五十嵐仁は、「樋口は，左派労働・社会運動における草の根のフィクサーとも言うべき人物であり，幕末であれば志士の一人になっていただろう。」と評している。

## 著書
単著
- 『右翼「労戦統一」反対――階級的労働運動の構築をめざして』　柘植書房、1981年
- 『日本労働運動 歴史と教訓』　第三書館、1990年
- 『めしと魂と相互扶助――革命モラルと対抗対案戦略の確立のために』　第三書館、2002年
- 『靖国神社に異議あり――「神」となった三人の兄へ』　同時代社、2005年
- 『社会運動の仁義・道徳――人間いかに生きるべきか』　同時代社、2008年
- 『JRの「ドン」葛西の野望を警戒せよ! ――求められる労働運動の対抗戦略』　同時代社、2008年
- 『樋口篤三遺稿集 第1巻 革命家・労働運動家列伝』　同時代社、2011年
- 『樋口篤三遺稿集 第2巻 オルグ・労働運動・戦略』　同時代社、2011年